# Humberto Flores
Humberto Flores, né à Ocotlán (Mexique, État d'Oaxaca) le 14 janvier 1968 est un matador mexicain.

## Carrière
Il entre dans la carrière tauromachique à l'âge de neuf ans et il suit en tant que becerriste les matadors « El Azteca » et García. À 14 ans, il est déjà un novillero confirmé à partir du 9 août 1982.
Son alternative a lieu le 14 novembre 1993 à Durango (Mexique, État de Durango), avec pour parrain Jorge Gutiérrez et pour témoin « El Zotoluco », alternative qu'il confirme  à Mexico le 30 janvier 1994, avec pour parrain Guillermo Capetillo et pour témoin « Jesulín de Ubrique ».

## Style
Blessé sept fois très gravement, Humberto est toujours revenu dans le ruedo avec de nouvelles inventions de passes de cape comme la Florentina ou El Jazmín entre autres.

## Récompenses
Humberto Flores a reçu de nombreux prix, notamment pour son talent à l'estocade en 1995 (l'estocade d'or). En 2007 et 2008, il a été la figura qui a marqué la saison dans les arènes de Mexico.

## Palmarès
Il remporte de grands succès un peu partout au Mexique après son alternative. Il accumule les trophées dès le  22 mai 1994, où il coupe sa première oreille dans les arènes de Mexico, ceci jusqu'en 2009, année où il est très gravement blessé. En 1999 il sort deux fois a hombros de la plaza de Mexico. Il triomphe en 2001 à Veracruz, en 2004 à Monterrey.